# 小艷秋
小艷秋（1933年8月19日—），台灣桃園市人，本名簡秀綢。小艷秋為其藝名，她是1950年代台灣知名女演員。

## 生平
小艷秋為原生家庭次女，出生後即由鄰居收養。17歲時，養父母基於經濟因素，送她加入由養母二姊經營的日月園新劇團培訓成為台柱，受到觀眾喜愛，其藝名小艷秋即為劇迷引用京劇旦角程艷秋的名字而來。鄭政雄（鄭東山）導演加入日月園新劇團後，讓小艷秋更具知名度，於1956年首次參與台語電影演出，在郭柏霖導演的《桃花過渡》擔任女主角。翌年主演由白克導演的《瘋女十八年》為小艷秋代表作。本片讓她在1957年第一屆「台語片影展」中被選為「觀眾票選十大影星銀星獎」。爾後，小艷秋前往香港參與廈語片演出，是第一位赴港拍片的台灣女演員。
1959年，小艷秋與醫師朱保羅結婚，婚後息影。

## 演出作品
- 1956	《桃花過渡》
- 1957	《瘋女十八年》
- 1957	《海邊風》
- 1957	《火葬場奇案》
- 1958	《阿蘭》
- 1958	《明知失戀真艱苦》
- 1958	 《合歡山上》
- 1959	《羅小虎與玉嬌龍》
- 1960	《秋怨》
- 1960	《孤女報母仇》
- 1960	《羅小虎與玉嬌龍（完結篇）》

## 外部連結
- 小艷秋在互联网电影资料库（IMDb）上的資料（英文）（英文）
- 小艷秋在香港影庫上的簡介
- 小艷秋在时光网上的簡介（简体中文）

1. ↑  小, 艷秋; 何, 思瑩. . 台北: 雙囍出版. 2021. ISBN 9789860635560.
2. ↑  林亮妏. . 2017/02/16.